# 爱知大学短期大学部
爱知大学短期大学部（日语：／ Aichi Daigaku Tanki Daigakubu *），简称爱短，是一所位于日本爱知县丰桥市的私立短期大学。

## 概要

### 简介
- 学校最早可以追溯到1898年[1]、短期大学为于1950年开办[1]、由学校法人爱知大学经营、招収只女学生从开办[2]。

### 历史
- 1950年 爱知大学短期大学部成立并同时设置两个学科即文科第二部・法经科第二部[3]。
- 1959年 文科第二部停办。文科（第一部）成立[1]。
- 1961年 生活科成立[3]。
- 1976年 法经科第二部招生最后、次年停止招生（1979年6月5日正式停办）[3]。
- 1988年 业余课程英语专修、生活科学专修成立[3]。
- 2000年 文科改编为言語文化学科、生活科改编为現代生活学科[3]。
- 2004年 两个学科即言語文化学科、生活科各自招生最后、次年各自合并为生活设计学科[注 1][1]。
- 2007年 今年3月31日两个学科即言語文化学科、生活科正式停办[3]。

### 宪章
- 请参看爱知大学短期大学部的标志 （页面存档备份，存于） （日語） 2014年1月29日阅览。

## 学校环境
- 校区：在丰桥市

## 历任校长
- 佐藤元彦：现在短期大学校长[4]

## 组织

### 学科
- 生活设计学科

### 前学科
- 文科[注 2]
- 法经科第二部[注 3]
- 生活科[注 2]

### 专科
| - 没有 |

### 业余课程
| - 英语专修 - 生活科学专修 |

## 相关链接
- 日本短期大学列表
- 爱知大学